# Luis Villavicencio
Luis Antonio Villavicencio Figueroa (San Raymundo; 3 de febrero de 1950) es un exfutbolista guatemalteco y jugó en los Juegos Olímpicos de México 1968 y Montreal 1976.
Fue entrenador de Comunicaciones en 1992 y 1997 y del Suchitepéquez en 1999. Es hermano menor de René Villavicencio.

## Trayectoria
Jugó siempre de defensa con el club con sede en Ciudad de Guatemala, el CSD Comunicaciones. Se marchó al CSD Xelajú Mario Camposeco a mediados de 1981 habiendo logrado varios títulos con Comunicaciones, donde se retiró al año siguiente.

## Selección nacional
Fue el jugador más joven de la selección de Guatemala en el Torneo de fútbol de los Juegos Olímpicos de 1968, jugando contra Tailandia, Bulgaria y Hungría, llegando hasta los cuartos de final.
En 1976, fue convocado a disputar la eliminatoria hacia la Copa Mundial de 1978 y el Torneo Preolímpico, donde con un gol suyo de penal ante Cuba, calificó a su selección a la olimpiada en Montreal. Ya estando en suelo canadiense, jugó el partido del empate ante México, saliendo de cambio al 64' por Benjamín Monterroso.

### Participaciones en Juegos Olímpicos
| Torneo                   | Sede     | Resultado        |
| ------------------------ | -------- | ---------------- |
| Juegos Olímpicos de 1968 | México   | Cuartos de final |
| Juegos Olímpicos de 1976 | Montreal | Primera ronda    |

## Palmarés

### Títulos nacionales
| Título        | Equipo         | País      | Año     |
| ------------- | -------------- | --------- | ------- |
| Liga Nacional | Comunicaciones | Guatemala | 1968-69 |
| Copa Nacional | Comunicaciones | Guatemala | 1970    |
| Liga Nacional | Comunicaciones | Guatemala | 1970-71 |
| Liga Nacional | Comunicaciones | Guatemala | 1971    |
| Liga Nacional | Comunicaciones | Guatemala | 1972    |
| Copa Nacional | Comunicaciones | Guatemala | 1972    |
| Liga Nacional | Comunicaciones | Guatemala | 1977-78 |
| Liga Nacional | Comunicaciones | Guatemala | 1979-80 |

### Títulos internacionales
| Título                           | Equipo         | País      | Año  |
| -------------------------------- | -------------- | --------- | ---- |
| Copa Fraternidad Centroamericana | Comunicaciones | Guatemala | 1971 |
| Copa de Campeones de la Concacaf | Comunicaciones | Guatemala | 1978 |